# Tal vez (chanson)
Albums de Ricky Martin
Relight My Fire
(2003) Jaleo
(2003)
Clip vidéo
[vidéo] « Tal vez », sur YouTube
Tal vez est une chanson du chanteur portoricain Ricky Martin extraite de son septième album studio, Almas del silencio, paru (aux États-Unis) le 20 mai 2003.
La chanson a également été publiée en single promotionnel. Aux États-Unis, c'était le premier single de l'album Almas del silencio (avant Jaleo), il est paru le 17 mars, deux mois avant la sortie de l'album.
La chanson a débuté à la 1re place du classement Hot Latin Songs du magazine américain Billboard (dans la semaine du 12 avril 2003) et a passé 11 semaines au sommet.